# Жуков Аверкій Кирилович
Аве́ркій Кири́лович Жу́ков (4 листопада 1895 — 5 серпня 1951) — радянський воєначальник часів Другої світової війни, генерал-майор технічних військ (04.06.1940).

## Життєпис
Народився в селі Максимовка, нині Пономарьовського району Оренбурзької області Росії.
У 1915 році призваний в Російську імператорську армію: рядовий, помічник командира взводу, старший феєрверкер. З 1918 року — у РСЧА на командно-начальницьких посадах, учасник громадянської війни в Росії. У 1923 році закінчив Омські курси удосконалення командного складу. У 1930—1931 роках — помічник командира 6-го механізованого полку 6-ї Чонгарської кавалерійської дивізії (м. Гомель) у Білоруському військовому окрузі. У 1931 році закінчив Ленінградські КУКС і призначений командиром 4-го окремого танкового батальйону (м. Слуцьк), а з 1934 року — начальник автобронетанкової служби 4-ї стрілецької дивізії. У 1938 році закінчив Ленінградські КУКС. З 2 квітня 1940 року — комбриг, з 4 червня 1940 року — генерал-майор технічних військ. Член ВКП(б) з 1940 року.
На початок німецько-радянської війни обіймав посаду начальника відділу інспекцій Управління паливно-мастильних матеріалів (ПММ) Народного комісаріату оборони СРСР. З 15 лютого 1942 року й до кінця війни — начальник відділу забезпечення ПММ Калінінського, згодом — 1-го Прибалтійського фронту.
Після закінчення війни продовжив військову службу в Прибалтійському військовому окрузі. Мешкав у Ризі, де й помер. Похований на кладовищі Райніса.

## Нагороди
Нагороджений орденом Леніна (21.02.1945), трьома орденами Червоного Прапора (10.07.1944, 03.11.1944, 15.11.1950), орденами Кутузова 2-го ступеня (19.04.1945), Вітчизняної війни 1-го ступеня (08.06.1943), «Знак Пошани» і медалями.

## Родина
Син Аверкія Кириловича Жукова — Жуков Юрій Аверкійович (1933—2010) — радянський воєначальник, генерал-лейтенант.